# Leszek Pietraszek
Leszek Pietraszek (ur. 5 lutego 1973) – polski menedżer i funkcjonariusz służb specjalnych, major rezerwy, w 2024 prezes Polskiej Grupy Górniczej, od 2024 wicemarszałek województwa śląskiego.

## Życiorys
Absolwent politologii na Uniwersytecie Śląskim, kształcił się podyplomowo w zakresie bezpieczeństwa wewnętrznego na Uniwersytecie Warszawskim i na studiach typu MBA na Akademii WSB w Dąbrowie Górniczej. Został przewodniczącym rady górniczej Izby Przemysłowo-Handlowej w Katowicach, członkiem Polskiego Towarzystwa Ekonomicznego i współzałożycielem Krajowego Centrum Prawa Karnego. Służył w Urzędzie Ochrony Państwa i Agencji Bezpieczeństwa Wewnętrznego (dochodząc do stopnia majora rezerwy), kierował delegaturami ABW w Katowicach i Opolu. Po odejściu ze służby zajął się działalnością jako wykładowca akademicki oraz doradztwem prawno-ekonomicznym, był także menedżerem i członkiem rad nadzorczych spółek prawa handlowego. Od marca 2024 pełnił funkcję prezesa Polskiej Grupy Górniczej. 4 listopada tego samego roku został wicemarszałkiem województwa śląskiego (w miejsce Bartłomieja Sabata), odpowiedzialnym m.in. za zdrowie i transformację energetyczną. Nie należy do partii politycznej.